# 眼兰格蛛
眼兰格蛛（学名：Langerra oculina）为跳蛛科兰格蛛属的动物。分布于越南以及中国大陆的海南等地。该物种的模式产地在越南。